# ماء التبلور

ماء التبلور هو الماء الذي يوجد في بنية البلورات، ولكنه لا يرتبط تساهمياً مع الجزئية أو الأيون المضيف. عندما يوجد ماء التبلور في البنية البلورية للمركب الكيميائي يسمى حينئذ بالهيدرات، وفي حال غياب جزيئات الماء يسمى حينئذ بالشكل اللامائي.
يعد وجود الماء ضرورياً في بعض الأحيان لتشكل البلورة.
يتفاوت عدد جزيئات الماء الداخلة في ماء التبلور وذلك حسب طبيعة المركب الكيميائي. يبين الجدول التالي الأنواع المختلفة من الهيدرات.
| الاسم            | عدد جزيئات الماء | أمثلة من أملاح                                                                                    | أمثلة من مركبات أخرى                          |
| ---------------- | ---------------- | ------------------------------------------------------------------------------------------------- | --------------------------------------------- |
| لامائي           | 0                | كلوريد المغنسيوم-اللامائي                                                                         |                                               |
| نصف هيدرات       | 1/2              | كبريتات الكالسيوم-نصف هيدرات                                                                      |                                               |
| أحادي هيدرات     | 1                | بيكبريتات الصوديوم-أحادي هيدرات                                                                   | حمض الليمون-أحادي هيدرات، غلوكوز-أحادي هيدرات |
| واحد ونصف هيدرات | 1,5              | كربونات البوتاسيوم-واحد ونصف هيدرات                                                               |                                               |
| ثنائي هيدرات     | 2                | كبريتات الكالسيوم-ثنائي هيدرات ، كلوريد الكالسيوم-ثنائي هيدرات                                    |                                               |
| ثلاثي هيدرات     | 3                | خلات الصوديوم-ثلاثي هيدرات ، خلات الرصاص الثنائي-ثلاثي هيدرات                                     |                                               |
| رباعي هيدرات     | 4                | طرطرات صوديوم وبوتاسيوم-رباعي هيدرات                                                              |                                               |
| خماسي هيدرات     | 5                | كبريتات النحاس الثنائي-خماسي هيدرات                                                               |                                               |
| سداسي هيدرات     | 6                | كلوريد الألومنيوم-سداسي هيدرات ، كلوريد الكوبالت الثنائي-سداسي هيدرات                             |                                               |
| سباعي هيدرات     | 7                | كبريتات المغنسيوم-سباعي هيدرات ، كبريتات الحديد الثنائي-سباعي هيدرات ، كبريتات الزنك-سباعي هيدرات |                                               |
| ثماني هيدرات     | 8                | هيدروكسيد الباريوم-ثماني هيدرات                                                                   |                                               |
| تساعي هيدرات     | 9                | نترات الكروم الثلاثي-تساعي هيدرات                                                                 |                                               |
| عشاري هيدرات     | 10               | كبريتات الصوديوم-عشاري هيدرات(ملح غلاوبر)، كربونات الصوديوم-عشاري هيدرات                          |                                               |
| إحدى عشري هيدرات | 11               |                                                                                                   |                                               |
| اثنا عشري هيدرات | 12               | فوسفات ثلاثي الصوديوم-اثنا عشري هيدرات                                                            |                                               |